# هنري كورت
هنري كورت (بالإنجليزية: Henry Cort)‏ كان صناعياً إنجليزياً عاش في القرن الثامن عشر في الفترة ما بين سنتي 1740 إلى 1800. انضم كورت إلى البحرية الملكية البريطانية في سنة 1765.  
تنسب إلى كورت مساهمته النوعية أثناء الثورة الصناعية في تحسين عملية إنتاج الحديد المطاوع من الحديد الغفل في أفران التسويط، ووسجل لها براءة اختراع في سنة 1784.